# Versailles (Kentucky)
Versailles és una població dels Estats Units a l'estat de Kentucky. Segons el cens del 2000 tenia 7.511 habitants.

## Demografia
Segons el cens del 2000, Versailles tenia 7.511 habitants, 3.160 habitatges, i 2.110 famílies. La densitat de població era de 1.032 habitants/km².
Dels 3.160 habitatges en un 29,5% hi vivien nens de menys de 18 anys, en un 48,7% hi vivien parelles casades, en un 14,4% dones solteres, i en un 33,2% no eren unitats familiars. En el 28,4% dels habitatges hi vivien persones soles l'11,8% de les quals corresponia a persones de 65 anys o més que vivien soles. El nombre mitjà de persones vivint en cada habitatge era de 2,37 i el nombre mitjà de persones que vivien en cada família era de 2,89.
Per edats la població es repartia de la següent manera: un 23,2% tenia menys de 18 anys, un 10,1% entre 18 i 24, un 29,4% entre 25 i 44, un 23,7% de 45 a 60 i un 13,6% 65 anys o més.
L'edat mediana era de 37 anys. Per cada 100 dones de 18 o més anys hi havia 86,8 homes.
La renda mediana per habitatge era de 35.052 $ i la renda mediana per família de 41.567 $. Els homes tenien una renda mediana de 31.056 $ mentre que les dones 24.488 $. La renda per capita de la població era de 18.489 $. Entorn de l'11,1% de les famílies i el 14% de la població estaven per davall del llindar de pobresa.

## Poblacions més properes
El següent diagrama mostra les poblacions més properes.